# Kosovorotka
Kosovorotka (em russo: косоворо́тка) é um traje típico russo, vestido pelo colarinho, abotoada no decote e não no meio como nas camisas normais. Segundo o acadêmico russo Dmitry Likhachov, esta traje foi criada especificamente para que a corrente e a cruz pendurada no peito não caíssem durante o trabalho. O nome da camisa vem da frase kosoy vorot (косой ворот), que significa “gola torta”. Na cultura popular, a kosovorotka é usado por Omar Sharif como Yuri Zhivago no filme de 1965 de David Lean, Doutor Jivago.

## Descrição

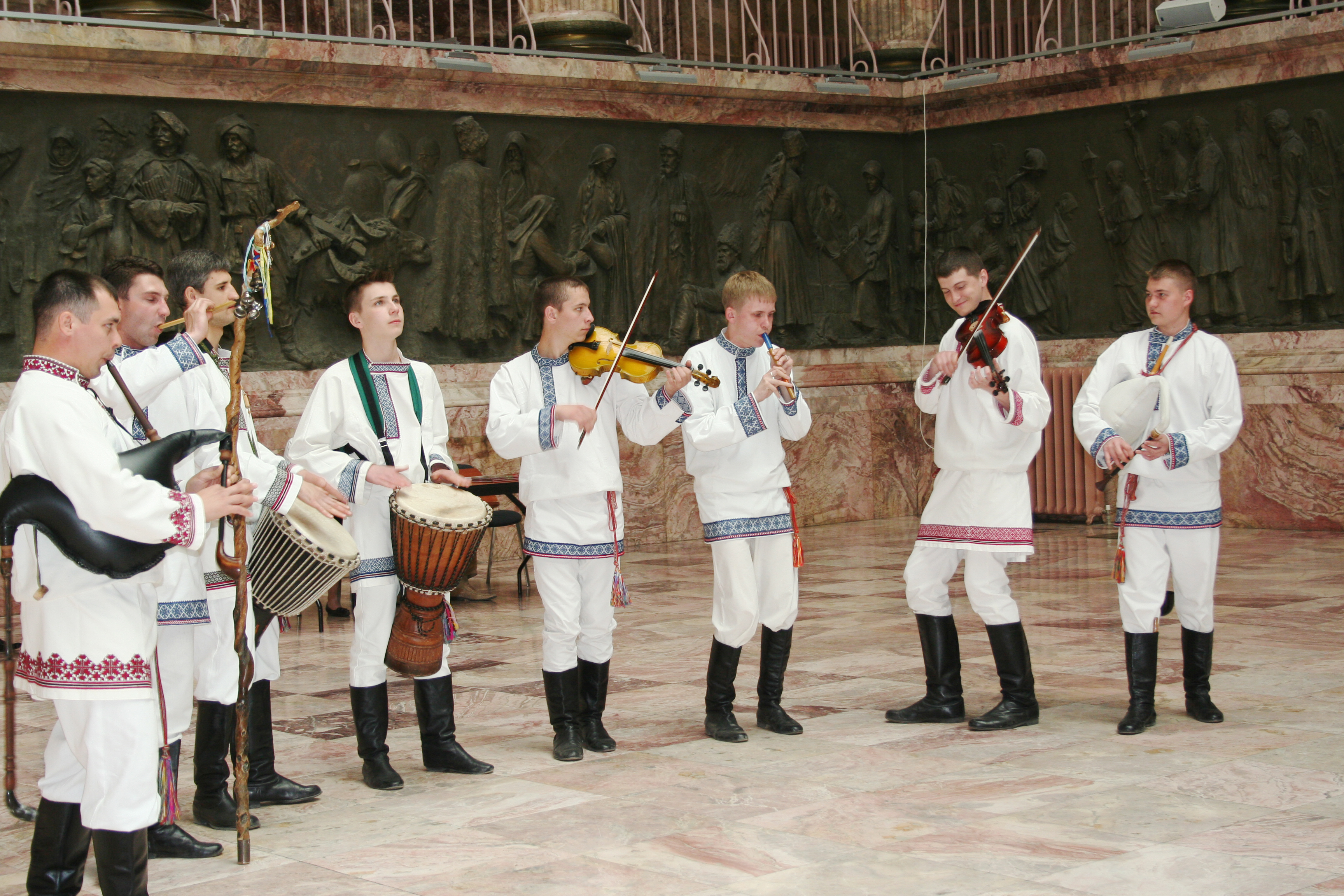
Membros do conjunto folclórico Mordvin "Torama" no Museu Russo de Etnografia em São Petersburgo vestindo kosovorotkas.

A kosovorotka é uma camisa tradicional russa, de mangas compridas que vai até o meio da coxa. A camisa não é abotoada até a bainha, mas possui vários botões na gola (desabotoados quando a roupa é puxada sobre a cabeça do usuário), embora estes sejam posicionados de lado (os estilos regionais variam entre esquerda e direita), em vez de centralmente, como é habitual com uma típica camisa masculina ocidental dos séculos XX e XXI. A fenda lateral servia para evitar que os pingentes cruzados que os camponeses usavam sob as camisas caíssem quando se abaixavam durante o trabalho físico ativo. Se deixada desabotoada, a gola fica torta, o que explica o nome da peça. A gola e as mangas do kosovorotka eram frequentemente decoradas com um ornamento bordado tradicional.
A esmagadora maioria dos russos eram camponeses, que muitas vezes trabalhavam curvados em direção ao chão. Quase todos usavam uma cruz cristã, considerada estritamente um sinal de roupa íntima. A gola torta da camisa foi desenhada para evitar que a cruz caísse por baixo da camisa. Este aborrecimento limitou e permitiu que o camponês fosse mais produtivo.[carece de fontes?]